# Ipomoea ophiodes
Ipomoea ophiodes ist eine Pflanzenart aus der Gattung der Prunkwinden (Ipomoea) aus der Familie der Windengewächse (Convolvulaceae). Die Art ist in Guatemala und El Salvador verbreitet.

## Beschreibung
Ipomoea ophiodes ist eine kleine, krautige, dicht mit langen, abstehenden, borstigen Trichomen behaarte, Kletterpflanze, deren Stängel oftmals niederliegend wachsen und dann an den Knoten wurzeln. Die Internodien sind langgestreckt. Die Laubblätter sind lang gestielt, die Blattspreiten sind herzförmig-oval, 4 bis 10 cm lang und 3 bis 6,5 cm breit, die Oberseite ist kurz borstig behaart, die Unterseite ist fein behaart, nur spärlich borstig und etwas heller als die Oberseite. Nach vorn sind sie spitz oder spitz zulaufend.
Die Blütenstände bestehen aus einer einzigen Blüte, die Blütenstandsstiele sind kaum 1 cm lang, die schlanken Blütenstiele sind 2,5 bis 3,5 cm lang, fein behaart und sehr spärlich borstig. Die Kelchblätter sind nahezu gleich geformt, fast krautig und 12 mm lang. Sie sind linealisch-lanzettlich, zugespitzt und spärlich mit langen Borstenhaaren besetzt. Die Krone ist tiefviolett gefärbt, unbehaart und 8 bis 9 cm lang, der Kronsaum hat einen Durchmesser von 8 cm.

## Verbreitung
Die Art ist in Guatemala und El Salvador, in Ecuador und Peru verbreitet und kommt dort in feuchten Dickichten und Wäldern in Höhenlagen zwischen 200 und 400 m vor.

## Systematik
Innerhalb der Gattung der Prunkwinden (Ipomoea) ist die Art in die Sektion Eriospermum in der gleichnamigen Untergattung Eriospermum eingeordnet, eine genauere Einordnung in eine Serie ist nicht erfolgt.

## Belege